# الواحة الرياضية بقبلي
الواحة الرياضية بقبلي، هو نادٍ رياضي تونسي مقره مدينة قبلي بالجنوب التونسي. ينشط الفريق في رياضات كرة القدم وألعاب القوى والملاكمة. صعد فريق كرة القدم إلى القسم الرابع هواة في آخر موسم 2007-2008. وقد سبق له أن لعب في الدرجة الثانية في موسم 1984-1985. أما في الملاكمة وفي ألعاب القوى فقد فاز عدد من أبنائه ببعض البطولات على مستوى وطني، وحتى إفريقي.
- ألوان الفريق: الأبيض والأخضر.
- الرئيس : فراس الصحراوي

شعار الواحة الرياضية بقبلي

- الملعب : المركب الرياضي بقبلي. وملعب محمد محرز بحلته الجديدة

## بدايته
تأتي تسمية الواحة من الواحة التي تحيط بمدينة قبلي. وقد تأسس هذا النادي في 20 فيفري/شباط 1964. وصدرت التأشيرة بالجريدة الرسمية الرائد الرسمي للجمهورية التونسية بتاريخ 21 أفريل / نيسان 1964 تحت عدد 3610.

## هيئاته
- أول رئيس لجمعية الواحة الرياضية هو السيد إبراهيم بنور (مدير مدرسة)، ثم ترأسها لمدة طويلة السيد محمد قرقورة (موظف). كما ترأسها السادة عبد القادر بنحمادي (أعمال حرة) ومحمد مرزوق ومصطفى المنتصر (مدير مدرسة سياقة) والأزهر فرحات ومحمد الوادي دراويل وعمر الشهباني وحافظ المنتصر والناصر بوعجيلة وكلهم من أصحاب الأعمال الحرة وكذا نجيب شود (مدرس)...
- المنجي النوري , رئيسا ’ الفاضل بن حميدة كاتب عام , نورالدين زغدود ’ امين مال
- عبد المجيد بوعجيلة، رئيسا ؛ انائب رئيس ’ المنجي النوري
- هيئته للسنة الرياضية 2007-2008 تتركب من السادة: عبد المجيد بوعجيلة، رئيسا ؛ علي بنحمادي، كاتبا عاما ؛ الفاضل بن حميدة، نائبا له ؛ نور الدين زغدود، أمين مال ؛ قيس العزابي، نائبا له ؛ المنجي الخالدي رئيس فرع كرة القدم ؛ مصطفى العامري، رئيس فرع ألعاب القوى ؛ عادل الخالدي، رئيس فرع الملاكمة. وعضوية : سفيان الخالدي، نصر الدين الجواشي، الهادي كريدان، نجيب يوسف، نصر الدين الطويبي، المنصف الغريسي، نصر الدين الجمل.

## كرة القدم
- المدربون : درب جمعية الواحة الرياضية خلال تاريخها عدد كبير من المدربين من بينهم السادة : محمد محرز (أستاذ)، المبروك بنحمادي (أستاذ)، فؤاد الخالدي (أستاذ)، المختار جرمان، محمد الورغمي (أستاذ)، فوزي العابد، محمد الطنباري، ودربه في بداية الموسم 2008-2009 محمد الورغمي (أستاذ) ثم وقع استبداله بالممرن المبروك بنحمادي.بعدها ابن ولاية قبلى فوزى العابد.ودربها اللاعب السابق خالد الفطناسي.ومن ثم المدرب وليد الشتاوى
- الملعب : الملعب البلدي المبروك بن حمادي بطاقة 8 آلاف متفرج.
- الإجازات : يبلغ عدد إجازات كرة القدم سنة 2007-2008 ما يقرب من 140 من جميع الأصناف: مدارس، أداني، أصاغر، أواسط، أكابر.
- وإن لم تصعد جمعية الواحة الرياضية إلى الأقسام العليا، فقد سنحت الفرصة لعدد من أبنائها للانضمام إلى فرق النخبة وحتى للفريق الوطني. ومن بينهم أحمد الجواشي ومجدي بن محمد (النجم الرياضي الساحلي)، علي كريدان (الذي لعب في النادي الرياضي البنزرتي ثم في الأولمبي الباجي)، هيثم مرابط (النادي الرياضي الصفاقسي)، بلقاسم طنيش (الملعب التونسي). كما برز آخرون في صنفي الأواسط والأصاغر ومنهم من يلعب ضمن الفريق الوطني لذينك الصنفين.

## ألعاب القوى
- الإجازات: يبلغ عدد الإجازات في ألعاب القوى 65 إجازة، ويشرف على تدريب هذا الفرع السيد زياد الطبال.
- برز من واحة قبلي عدة لاعبين في العدو أقدمهم محمد محرز، وأبرزهم قيس البواب بطل تونس للمائة متر، وجمال محروق وتوفيق التواتي... وقد تميزوا خاصة في سباقي المائة متر و4X100.

## الملاكمة
- يبلغ عدد الإجازات في رياضة الملاكمة 40 من بينها 15 للفتيات ومن أبرز الملاكمات: منى الطبال.
- خرج من الواحة الرياضية عدد من أبطال تونس في الملاكمة ومن أهمهم المنجي عبدو بطل تونس وإفريقيا في وزن الريشة في الثمانينات، ورؤوف عبدو وصابر نصيب ومحمد بوبكر ونصر الدين جرمان الذين فازوا بعدة بطولات وطنية وعربية ولعبوا في عدة أندية رياضية تونسية من أهمها الترجي الرياضي التونسي.

## رابط
صحيفة الواحة الرياضية بقبلي